# VL8型电力机车
VL8型电力机车（俄语：ВЛ8）是苏联的干线货运电力机车车型之一，适用于供电制式为3千伏直流电的电气化铁路。
VL8型机车为双机重联八轴电力机车，由诺沃切尔卡斯克电力机车厂于1953年研制成功，用于替换性能落后的VL22型电力机车。为了提高产量，位于格鲁吉亚的第比利斯电力机车制造厂于1956年也开始生产VL8型电力机车。至1967年停产，两家工厂累计生产了超过1700台VL8型电力机车。

## 参看
- VL22型电力机车
- VL10型电力机车